# نوريكر
حصان نوريكر (بالإنجليزية: Noriker)‏ أو المعروف تاريخيًا باسم حصان بينزغاور (بالإنجليزية: Pinzgauer)‏، هو حصان من سلالة خيول الجر الخفيف النمساوية، والذي يعتبر من السلالات المحلية في منطقة جبال الألب الوسطى في أوروبا.